# Rezerwat przyrody Na Torfach im. Janusza Kozłowskiego
Rezerwat przyrody Na Torfach im. Janusza Kozłowskiego – faunistyczny rezerwat przyrody leżący na terenie Karczewa na południe od Otwocka w granicach Mazowieckiego Parku Krajobrazowego (województwo mazowieckie). Obejmuje jezioro Torfy o powierzchni 7 ha i podmokłe lasy.
Obok znajduje się stara leśniczówka z ośrodkiem edukacji ekologicznej. Do leśniczówki można dotrzeć drogami gruntowymi z Otwocka i Karczewa lub szlakami turystycznymi (czarnym i niebieskim) ze stacji kolejowej w Otwocku. Rezerwat jest częściowo otwarty dla turystyki.
Celem ochrony jest jezioro zasilane wodami źródliskowymi z otaczającym je borem bagiennym i mieszanym.
Powierzchnia rezerwatu wynosi 21,13 ha (akt powołujący podawał 20,97 ha).
Imię Janusza Kozłowskiego zostało nadane rezerwatowi na posiedzeniu Regionalnej Rady Ochrony Przyrody w dn. 23 marca 2013 r.

## Walory przyrodnicze
Centralną część rezerwatu zajmuje płytkie zatorfione jezioro porośnięte roślinnością wodną. Zbiornik jest potorfiem, czyli dawnym wyrobiskiem torfu. Na północnym brzegu występują bogate w wodę źródliska zasilające jezioro. Wokół jeziora występują zespoły leśne charakterystyczne dla terenów zatorfionych i podmokłych. Jak wynika z prowadzonych dotychczas obserwacji w rezerwacie, jest on ostoją wielu gatunków gadów i płazów oraz miejscem gniazdowania ptactwa błotnego i przebywania wielu gatunków zwierząt takich jak łoś, sarna, kuna leśna czy borsuk.
Z płazów spotkać tu można m.in. ropuchy, żaby, traszkę grzebieniastą i grzebiuszkę ziemną. Do gatunków rzadkich należą: muchołówka mała, dzięcioł czarny, gniewosz plamisty, zaskroniec zwyczajny, żmija zygzakowata. Od kilku lat nie spotkano tu wcześniej występującego żółwia błotnego. W jeziorku spotyka się takie gatunki jak szczupak, płoć, lin, sumik karłowaty, węgorz, karaś okoń, wzdręga, amur biały, karp, leszcz, piskorz, różanka, słonecznica pospolita, strzebla potokowa, świnka, ukleja oraz chroniona szczeżuja wielka.
Rezerwat położony jest w Mazowieckim Parku Krajobrazowym, obszarze specjalnej ochrony ptaków (OSO) Natura 2000 „Bagno Całowanie” oraz specjalnym obszarze ochrony siedlisk (SOOS) Natura 2000 „Ostoja Bagno Całowanie”.

## Galeria

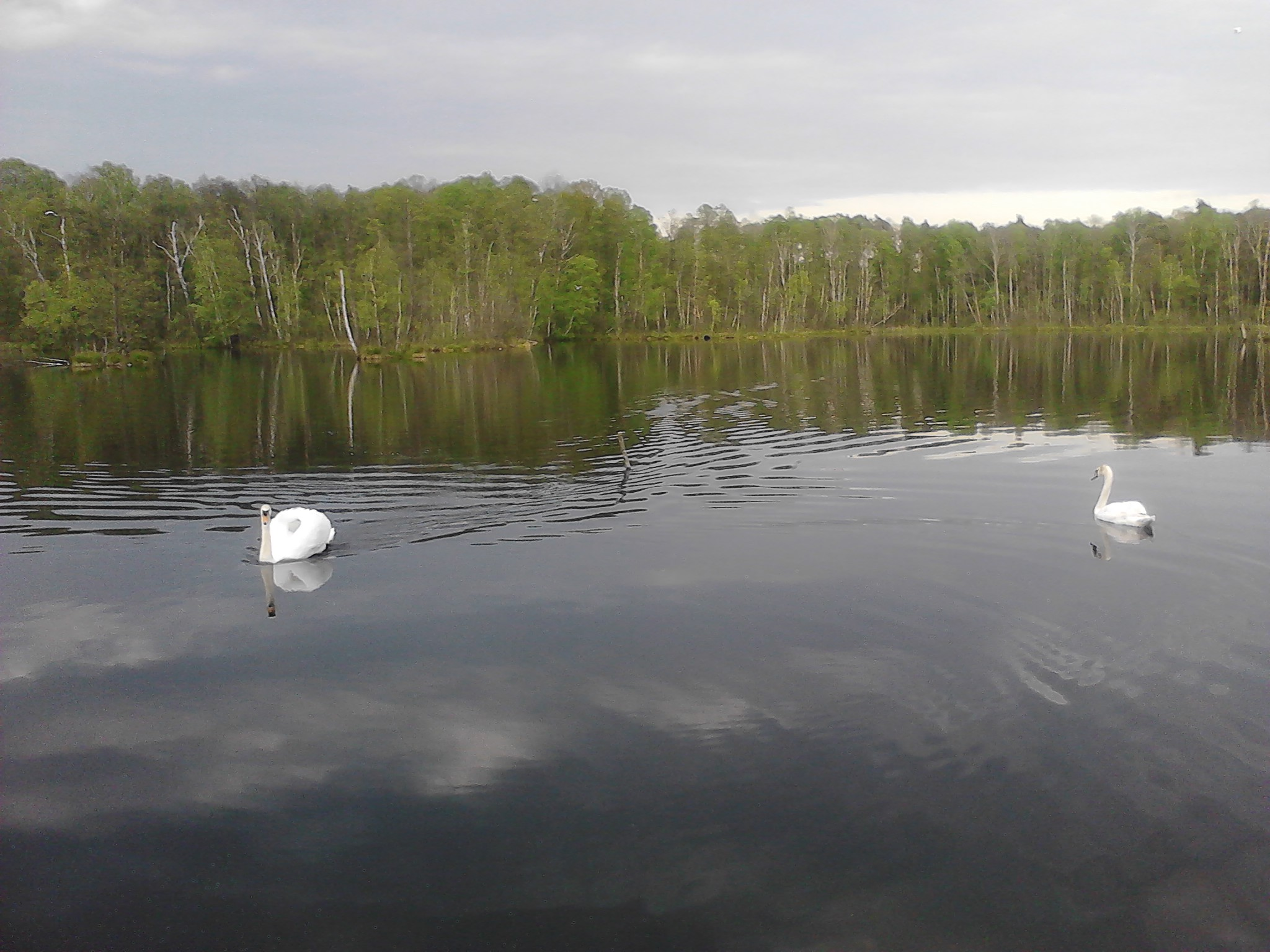
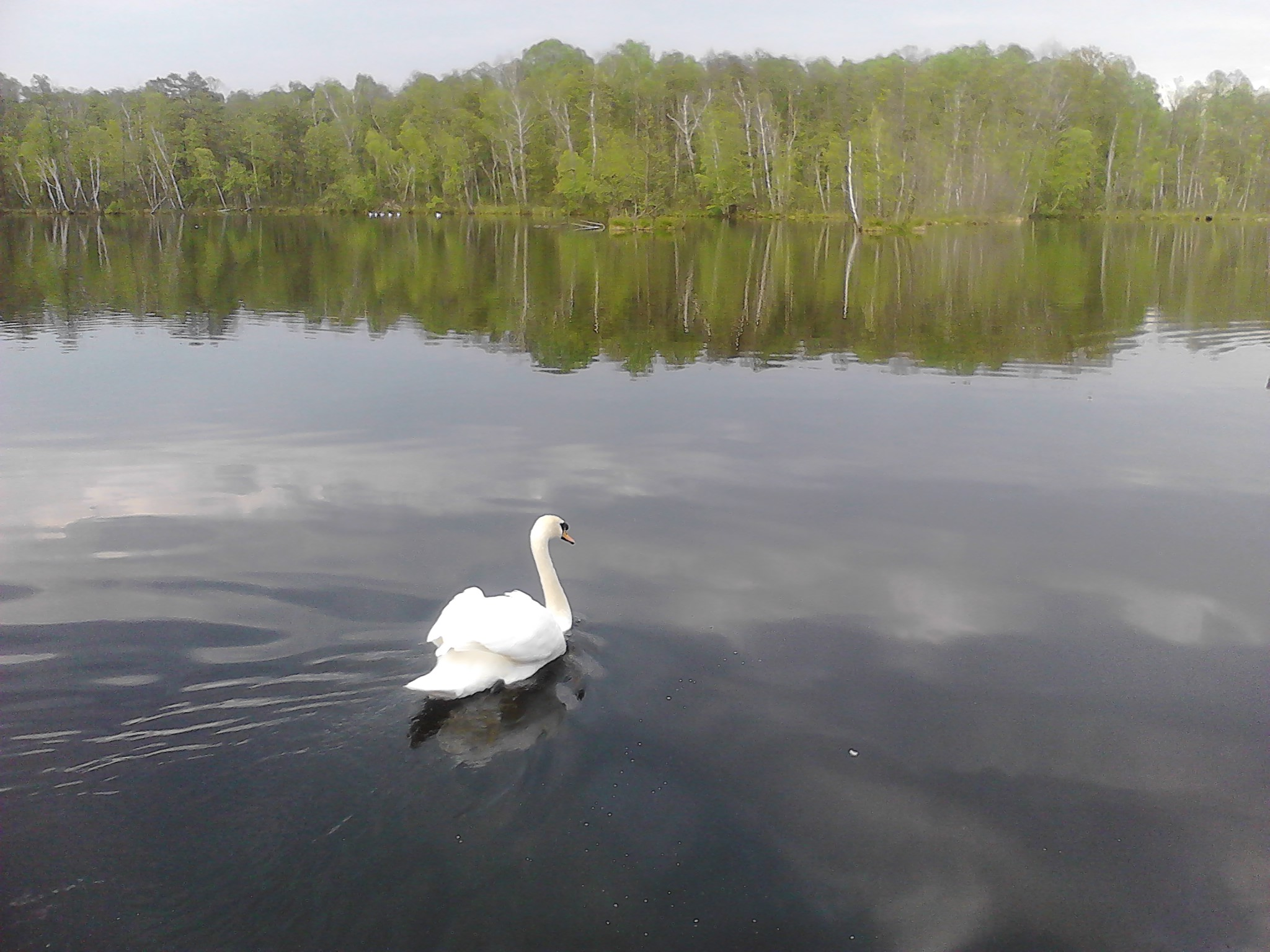
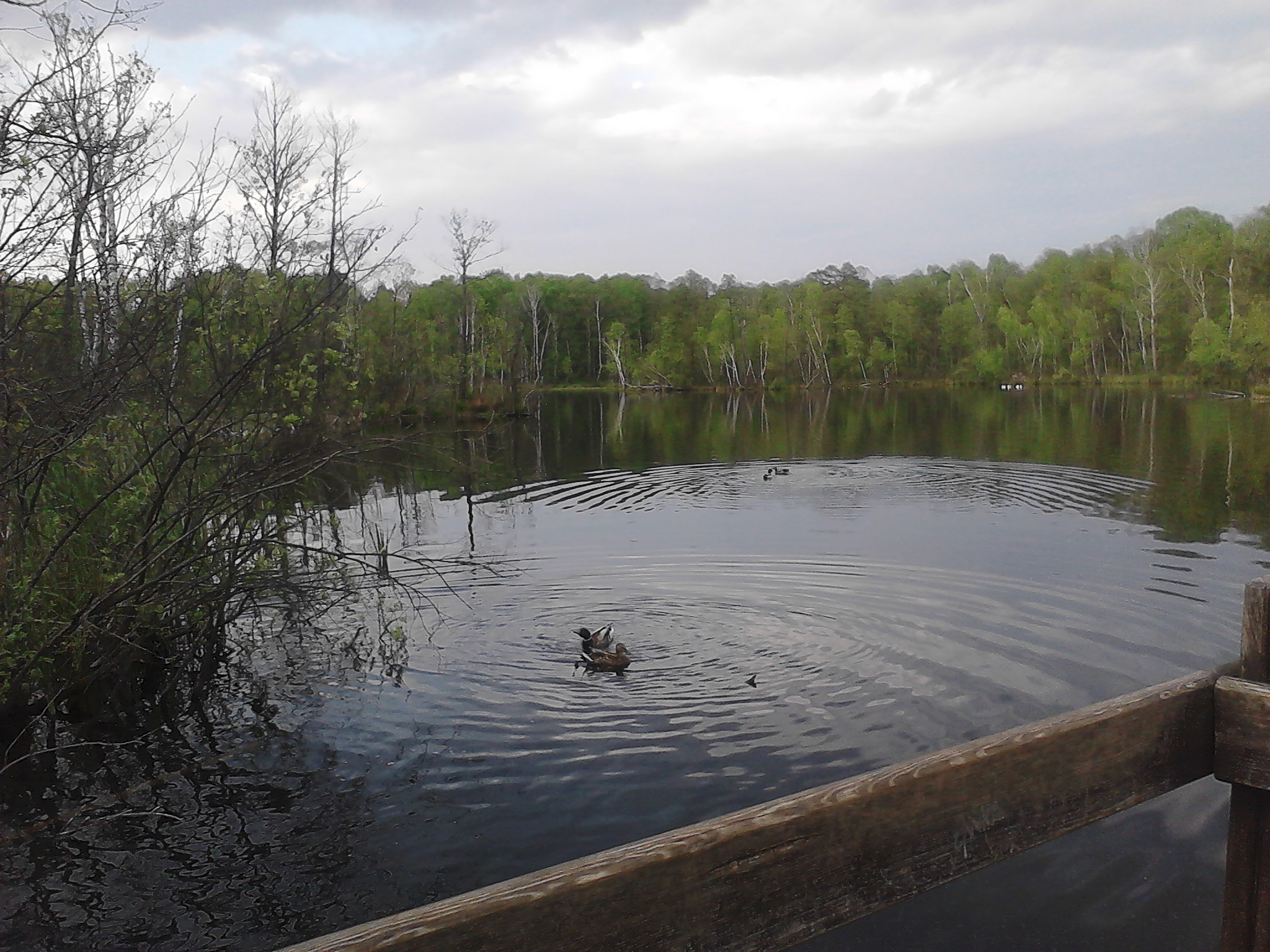
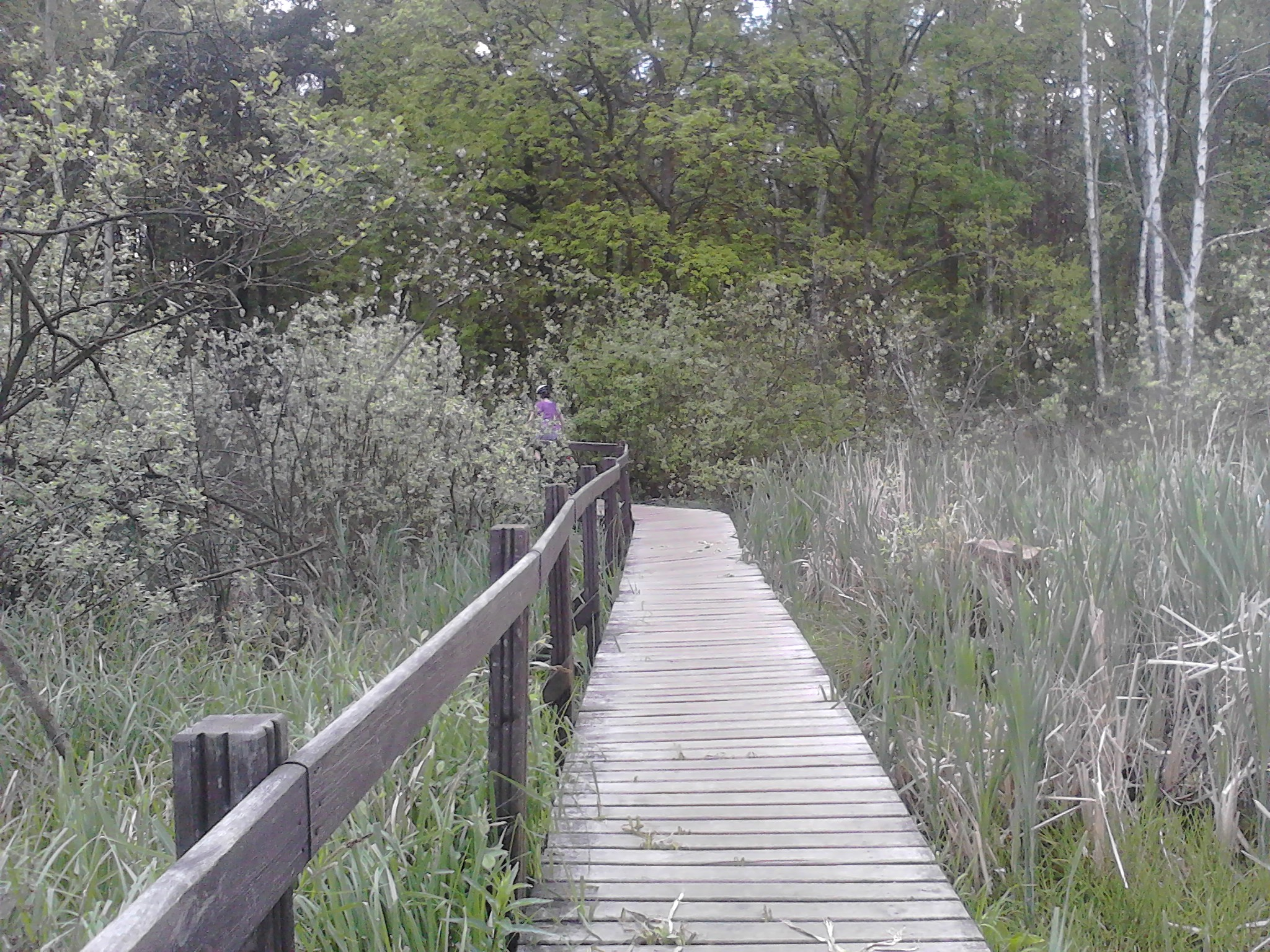
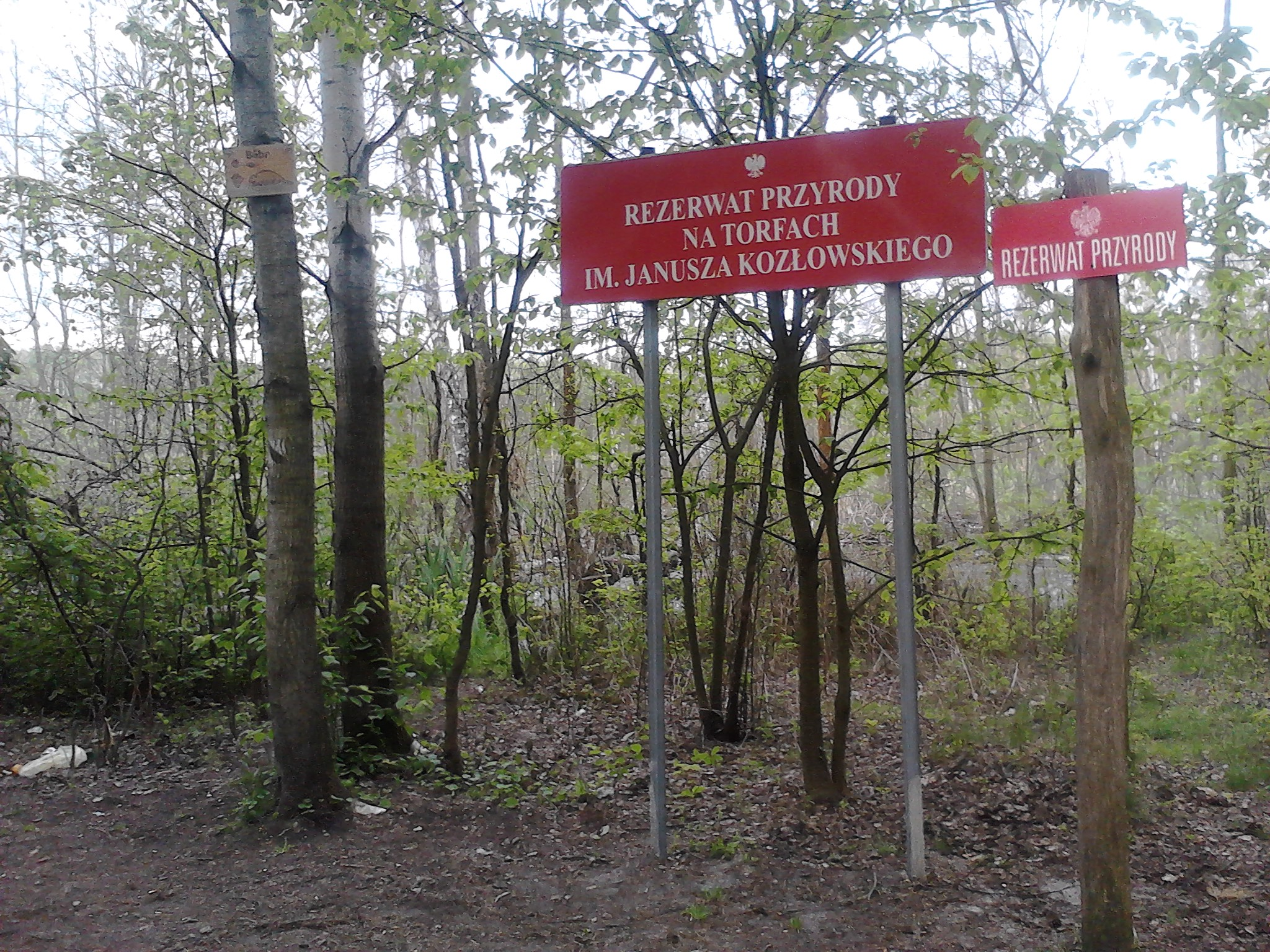